# Trichomanes intricatum
Trichomanes intricatum là một loài dương xỉ trong họ Hymenophyllaceae. Loài này được Farrar mô tả khoa học đầu tiên năm 1992.

## Hình ảnh

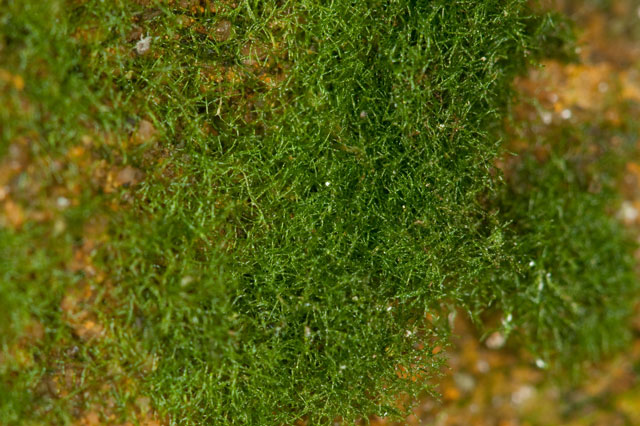
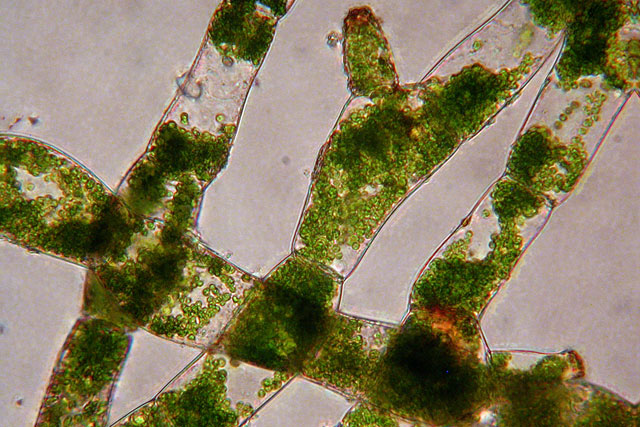
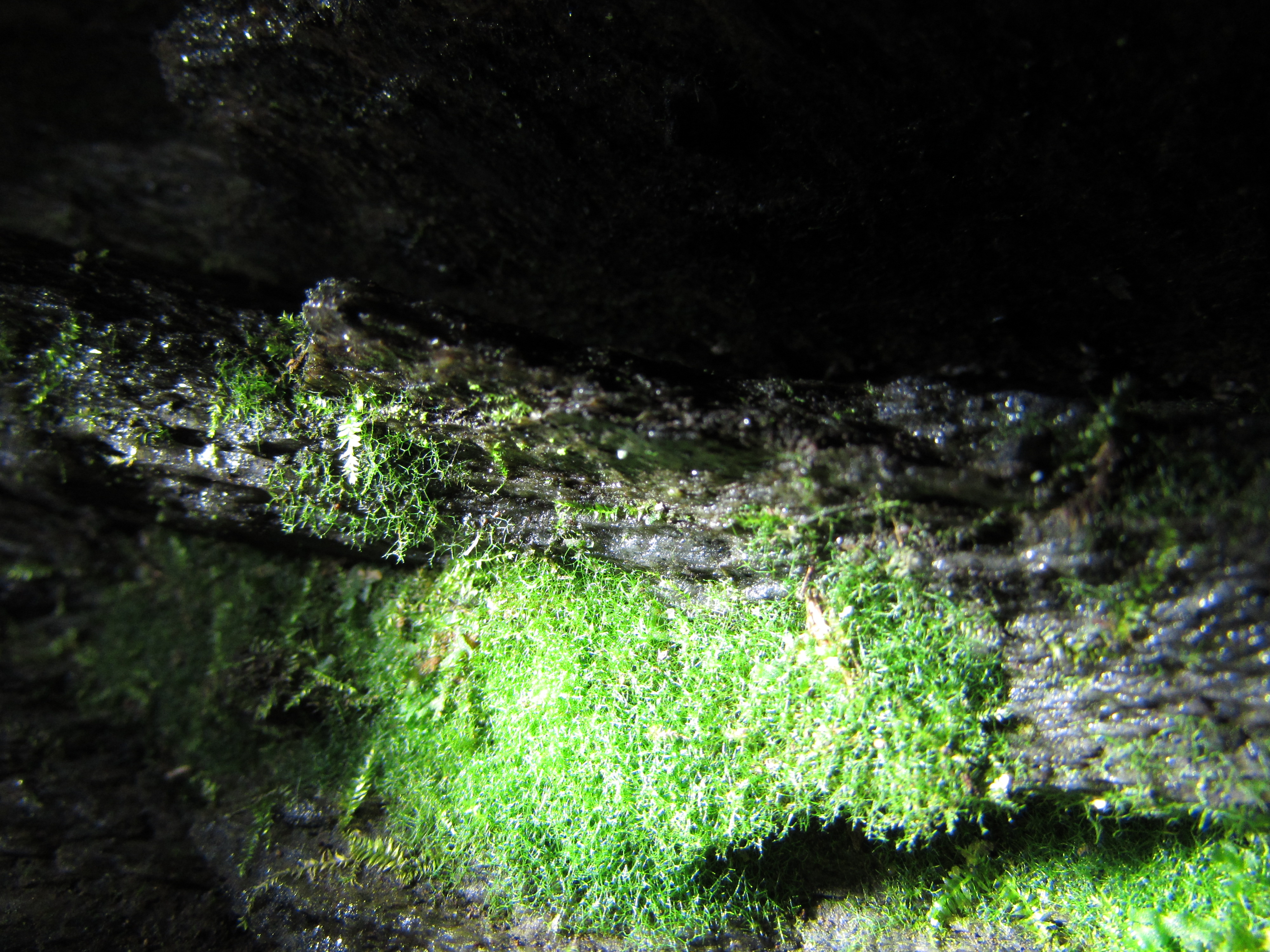